# Malunje
Malunje is een plaats in de gemeente Jastrebarsko in de Kroatische provincie Zagreb. De plaats telt 238 inwoners (2001).